# Anticoreura punctata
Anticoreura punctata är en fjärilsart som beskrevs av Druce 1899. Anticoreura punctata ingår i släktet Anticoreura och familjen tandspinnare. Inga underarter finns listade i Catalogue of Life.